# Günther Nickel
Günther Nickel (né le 24 mars 1946 à Munich) est un athlète allemand, spécialiste du 110 mètres haies.

## Biographie
Il remporte le titre du 60 m haies lors des Championnats d'Europe en salle 1970, à Vienne, en Autriche, en devançant dans le temps de 7 s 8 l'Est-allemand Frank Siebeck et le Français Guy Drut. 
Le 31 janvier 1970, à Mayence, Günther Nickel établit un nouveau record du monde du 60 m haies en 7 s 6.

### Palmarès
| Date | Compétition                    | Lieu   | Résultat | Épreuve     |
| ---- | ------------------------------ | ------ | -------- | ----------- |
| 1968 | Jeux européens en salle        | Madrid | 2e       | 50 m haies  |
| 1970 | Championnats d'Europe en salle | Vienne | 1er      | 60 m haies  |
| 1970 | Universiade                    | Turin  | 2e       | 110 m haies |

### Records
| Épreuve     | Performance | Lieu      | Date            |
| ----------- | ----------- | --------- | --------------- |
| 60 m haies  |             |           |                 |
| 110 m haies | 13 s 5      | Stuttgart | 31 juillet 1969 |